# Burhan Atak
Pour les articles homonymes, voir Atak.
Burhan Atak (né le 27 janvier 1905 à Constantinople à l'époque dans l'Empire ottoman, aujourd'hui en Turquie, et mort le 6 juin 1987 dans la même ville) est un footballeur international turc, qui évoluait au poste de défenseur, avant de devenir ensuite entraîneur.

## Biographie

### Carrière de joueur

#### Carrière en sélection
Avec l'équipe de Turquie, il joue 10 matchs (pour un but inscrit) entre 1926 et 1932. Il joue son premier match en équipe nationale le 12 septembre 1926 face à la Pologne et son dernier le 22 avril 1932 contre la Hongrie.
Il figure dans le groupe des sélectionnés lors des Jeux olympiques de 1924 et de 1928. Il dispute un match face à l'Égypte lors du tournoi olympique de 1928 organisé à Amsterdam.